# Joan Baptista Folia i Prades
Joan Baptista Folia y Prades (Sant Jordi del Maestrat, 1881 - Onda, 1945), fue un escultor. 

## Biografía
La biografía de este autor se podría dividir en cinco etapas definidas por las tendencias y lugares donde vivió.

### Formación y primeros éxitos (1881 – 1913)
Ayudado por el filántropo José Esteller y después de ir los primeros años de escuela en Vinaroz, empezó a destacar en la materia de dibujo y pasó una temporada en Castellón como alumno del taller de Vicent Castell y Domènech, donde coincidió con Juan Bautista Porcar. 
En su juventud, la familia se trasladó a Barcelona donde fue aprendiz de una imprenta y pintor de paredes antes de incorporarse al taller de imágenes religiosas del artesano Soler y quedó bajo la tutela de Josep Campany que lo introdujo en el mundo de la creación artística como Tasso, Alentorn y Venancio Vallmitjana. Por ejemplo, también estableció contacto con el mecenas Víctor Balaguer a quien le realizó varios bustos, actualmente conservados en la Biblioteca Museo Víctor Balaguer de Villanueva y Geltrú. 
Con la llegada de la noticia de la eclosión de un nuevo arte provocado por Rodin en París, Folia buscó apoyo para poder ir a la capital francesa y consiguió una beca de la Diputación Provincial de Castellón que le permitió ir. Allí coincidió con el maestro francés donde lo impulsó a asumir unas tendencias propias y afirmar su personalidad como escultor. 
Fijó su residencia en Barcelona pero continuó en contacto con Rodin y frecuentando en París. En la capital catalana aprendió nuevas técnicas entes los talleres de fundir bronce con otros escultores como Querol, Clarà y, sobre todo, Mariano Benlliure.
Posteriormente ingresó en la Real Academia de San Fernando de Madrid, hasta que llegó a la edad del servicio militar. Para esquivar la obligación del servicio se escapó hacia Francia escondiéndose en Olot. Prófugo de España volvió a trabajar con Rodin donde consiguió un premio en el Salón de Artistas Franceses con la obra Tumba. 
Rescatado por su primero protector, José Esteller, regresó a Castellón como “soldado recomendado" donde realizó el Medallón de los Reyes, (del cual se hicieron miles de reproducciones) y, además, pudo trabajar bajo la mirada de Fernando Gasset, quién le encargó dos estatuas por el Banco de Castellón. Aun así, fue trasladado a la cabo de poco tiempo a Salamanca como preso preventivo y juzgado por un Consejo de guerra fue deportado en Mahón, donde a pesar de ser a la prisión siguió trabajando después de que Santiago Rusiñol y otros grandes intelectuales se interesaran por él.
Una vez acabado el castigo fue nombrado profesor de Bellas artes en Salamanca y Vitoria y realizó varias obras por los ayuntamientos de Bilbao, Vitoria, San Sebastián y Santander y el 1912 su obra “Buscando Belleza”, recibió  “Cruz de Mérito de Alfonso XII”.
De este primer periodo destacan los temas de contenido social: “Injusticia”, “Familia”, “Vida Bohemia”, “Jubilación del obrero”, “Monumento a los estudiantes muertos de Salamanca”... pero paralelamente también produjo un conjunto de obras que simbolizan sentimientos y utipias humanas como la anteriormente llamada “Tumba” o “Buscando la Belleza” entre otros. 
Esta es la etapa más conocida y valorada por la crítica y su estilo oscila entre el impresionismo fruto de las influencias de Rodin y el estilo moderno que lo impregnaron sus maestros Querol y Benlliure.

### Primer viaje en América (1914 – 1918)
Para la carrera del artista esta etapa de cinco años por el continente americano (cuatro en Chile y uno en Argentina) tuvo dos caras: una por el público, realizando un conjunto de trabajos por encargo, y una más íntima creando pequeñas piezas que sólo expuso al final de su estancia en Santiago. 
La estabilidad económica, sentimental y residencial de la que disfruta durante aquel periodo se refleja en su obra y recuperó de nuevo el clasicismo y abandonó el simbolismo. 
Santiago de Chile, inmersa en un momento de bonanza económica, los llamados “nuevos ricos” querían incorporar arte en sus mansiones y Folia produjo muchas obras por quien serían sus mecenas: Figueroa, Pereira, Larraín, Lagos, Estrada. A la vegada, decoró palacios, hacéis algún monumento de héroes de la Independencia americana, como “Eleuterio Ramírez” o “Manuel Rodríguez", y también trabajó para congregaciones religiosas. 
De la exposición síntesis de octubre de 1917 en la casa Eyzaguirre sobresalieron importantes obras cómo: “Éxtasis”, “Crimen”, “Bacante”, “Dolor” “Soledad” junto con otras pequeñas terracotes y mármoles que regaló a museos chilenos y argentinos. 
A finales de aquel año y durante el 1918 trabajó en Argentina y de allí destacan mausoleos para la familia Estrada, hechos en la ciudad de Balcarce, con obras alegóricas a la pasión de Cristo que recuerdan a clásicos renacentistas; así como otras obras o bustos (“Los cuatro doctoras de la Iglesia”, “Guardiola”, “El mural de la batalla de Maipú”, entre otros)

### Entre España y Chile (1919 – 1926)
Acabada la I Guerra Mundial volvió a España y se instaló en Barcelona. La revista “La Hormiga de Oro” celebró su llegada y mostró sus obras y triunfos americanos. 
Trabajó en la Escuela de Bellas artes de Montjuic que ya preparaba la Exposición Universal.
Después de trasladar toda la familia a Castellón para pasar el verano de 1922, decidió marchar, esta vez solo en Santiago de Chile para realizar dos grandes obras: la decoración interior del convento de las Madres Agustinas, con más de 400 capiteles y 90 metros de friso cortado en piedra con motivos religiosos a medida natural sobre Agustín de Hipona, y el monasterio de Paray le Monial.
No volvió de nuevo a la península hasta 1926.

### Volviendo en su origen (1927 – 1938)
En esta etapa desarrolló el barroquismo valenciano. Con la familia de nuevo a la ciudad Condal, donde presentó la obra “la Cultura” y donde ultimó los trabajos para la exposición de 1929, a la vez pasaba largas temporadas en Valencia, Castellón, Torrente, Alfafar y Madrid. Durante la Guerra civil volvió a modelar obras recuperando el simbolismo de sus inicios y destacan “Francesc Macià”, “República” “18 de julio”...

### Últimos años (1939 – 1945)
Durante la última etapa de su vida volvió definitivamente a tierras del País Valenciano donde dedicó su tiempo produciendo arte religioso. La destrucción de este tipo de arte durante la guerra provocó el aumento de demanda de imágenes para sienes. Desde la calle Herrero 11, donde tenía instalado el taller, modeló hasta la muerte muchas obras para toda la comunidad de Castellón. 